# Koszary w Płocku

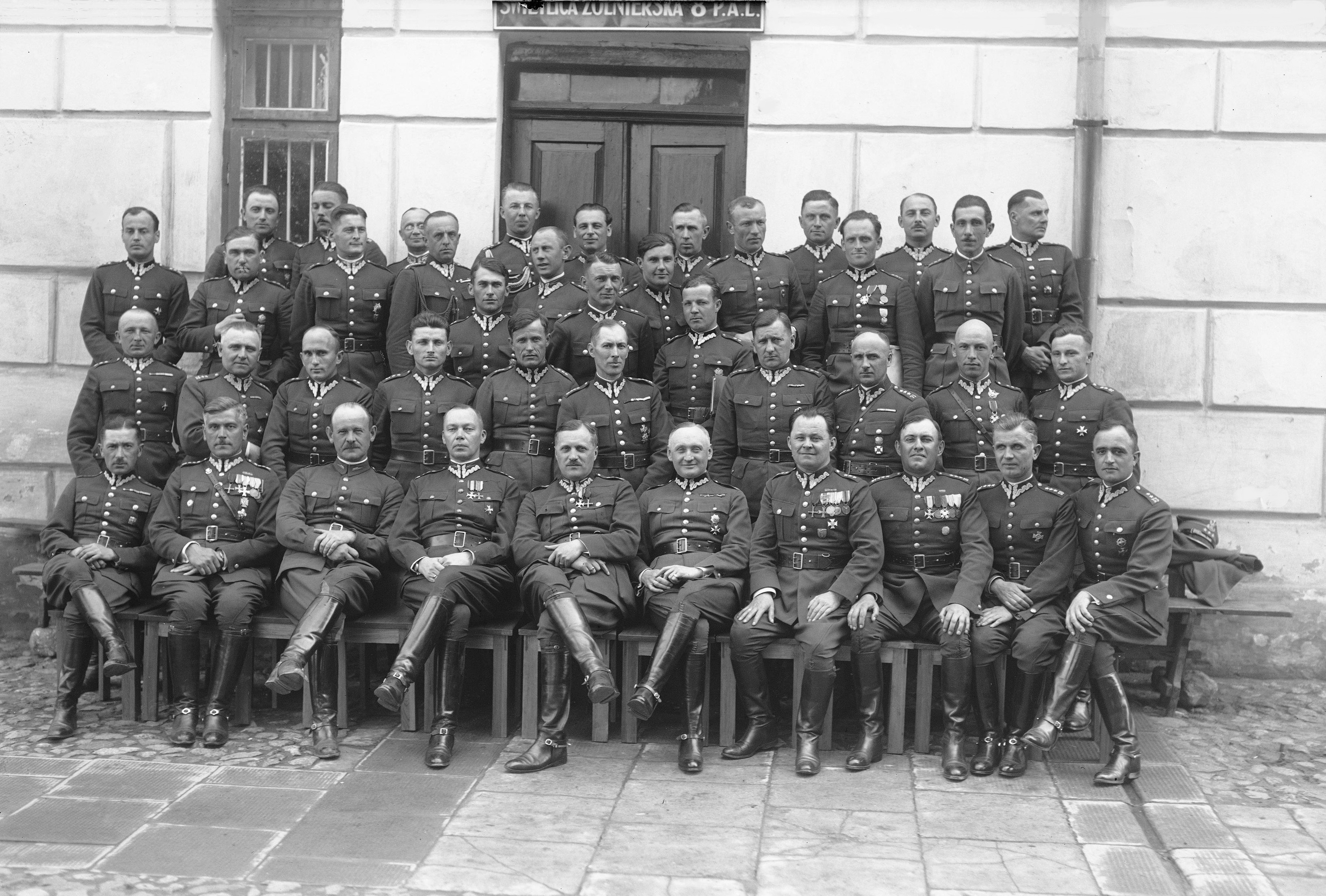
Grupa oficerów oświatowych przed świetlicą żołnierską 8 pal w Płocku; 1936

Koszary w Płocku – kompleksy koszarowe znajdujące się na terenie garnizonu Płock.

## Charakterystyka
Na terenie garnizonu płockiego funkcjonowało kilka kompleksów koszarowych. Jednym z nich był kompleks rosyjskich koszar kawaleryjskich wybudowany na wschodnich przedmieściach Płocka przy dzisiejszej al. Jana Kilińskiego. Do 1914 stacjonował w nich carski 15 Tatarski pułk ułanów i (46.)15 Perejasławski pułk dragonów. 
Po odzyskaniu przez Polskę niepodległości koszary przejęło Wojsko Polskie. Głównym użytkownikiem części północnej koszar płockich, nazwanej w 1932 Koszarami Padlewskiego, był II dywizjon 8 Płockiego pułku artylerii lekkiej. 

Położone w południowej części kompleksu obiekty zajmował początkowo 3 pułk Szwoleżerów Mazowieckich, a od 4 listopada 1921 roku 4 pułk strzelców konnych Ziemi Łęczyckiej. Kompleks ten od 1932 nosił nazwę Koszar Piłsudskiego, a jego ogólna pojemność wynosiła 576 ludzi i 848 koni.
W 1931, u zbiegu ulic Strzeleckiej i Ułańskiej, wzniesiono dwa domy FKW zaprojektowane przez Bohdana Lacherta i Józefa Szanajcę: oficerski (12 mieszkań, 50 izb) i podoficerski (18 mieszkań, 58 izb). Ponadto w płockich koszarach w okresie II Rzeczypospolitej stacjonowało dowództwo XIII Brygady Kawalerii, 71 dywizjon artylerii lekkiej i komenda rejonu uzupełnień.
Po II wojnie światowej, od marca 1946 do stycznia 1947, w Koszarach Piłsudskiego stacjonował dywizjon szkolny 1 Warszawskiej Dywizji Kawalerii.
Ponadto w garnizonie stacjonował 3 Warszawski pułk mostowy i 7 pułk pontonowy.
Obecnie (2019) z Koszar Piłsudskiego w stanie pierwotnym zachowały się tylko połączone budynki przy ul. Wyszogrodzkiej 1 i 1A, mieszczące niegdyś wartownię i mieszkania kadry, a mocno przebudowana kryta ujeżdżalnia mieści salon meblowy. Istnieją również oba bloki FKW. 

Byłe Koszary Padlewskiego, w większości starannie odrestaurowane, są użytkowane przez Szkołę Wyższą im. Pawła Włodkowica.